# Reaktor powielający chłodzony ciekłym metalem
Reaktor powielający chłodzony ciekłym metalem (również: reaktor chłodzony ciekłym metalem; ang. Liquid Metal Fast Breeding Reactor (LMFBR), Liquid Metal Fast Reactor (LMFR)) – rodzaj reaktora jądrowego w którym czynnikiem chłodzącym rdzeń jest metal, lub mieszaniny metali, w stanie ciekłym.

## Charakterystyka
W praktyce, wszystkie reaktory chłodzone metalami są reaktorami prędkimi, tj. na neutrony prędkie. Czynnikami chłodzącymi mogą być:
- metale ciekłe w temperaturze pokojowej
  - rtęć
  - stop sód/potas
- stopione metale
  - sód
  - stop ołów/bizmut.

Wszystkie używane metale mają trzy wysoko pożądane cechy chłodziw reaktorów prędkich:
- Dobra charakterystyka przewodnictwa cieplnego. Rdzenie szybkich reaktorów mają skłonność do generowania dużych ilości ciepła w małej objętości w porównaniu z reaktorami innych klas.
- Niska absorpcja neutronów. Ta własność jest pożądana przez każdy czynnik chłodzący reaktor, ale szczególnie ważna dla reaktorów prędkich – małe pochłanianie neutronów jest główną zaletą chłodziwa.
- Małe spowolnienie neutronów. Na przykład woda nie mogłaby być użyta z powodu zbyt dużego spowalniania neutronów przechodzących przez nią.

## Historia
Pierwsza energia elektryczna z reaktora typu LMFR/LMFBR została wygenerowania 20 grudnia 1951 w badawczej instalacji EBR-I w Argonne National Laboratory w USA. Wykorzystywał paliwo uranowe a chłodziwem była eutektyka sód-potas. Radziecki reaktor BR-5 był pierwszym na świecie reaktorem wykorzystującym paliwo plutonowe i sód, jako chłodziwo.
Reaktor BN-350 był pierwszym przemysłowym zastosowaniem reaktora tego typu (radziecka EJ Aktau).
Pierwsze użycie paliwa mieszanego (MOX) z plutonem odzyskanym z reaktora powielającego miało miejsce w 1980 we francuskim reaktorze Phénix, co było pierwszym zademonstrowaniem zamkniętego cyklu paliwowego. Francuski reaktor Super-Phénix był pierwszym dużym (1200 MW mocy elektrycznej) reaktorem LMFR.
Wiele typów reaktorów IV generacji będących w stadium opracowań projektuje się jako chłodzone ciekłymi metalami.
- Sodium-Cooled Fast Reactor (SFR)
- reaktor prędki chłodzony ołowiem
- Połączeniem typów jest reaktor molten salt reactor.

Szacuje się, że do 2007 roku łączne światowe wydatki na badania technologii reaktorów LMFR/LMFBR wyniosły 50 mld USD. W latach 80. XX wieku nastąpił spadek zainteresowania nią, z uwagi na stosunkowo wolny wzrost zapotrzebowania na energię elektryczną i szeroką dostępność ropy naftowej i gazu. Spowodowało to skrócenie pracy wielu instalacji eksperymentalnych i spowolnienie lub likwidację nowych programów badawczych.

## Zastosowanie na okrętach
W rosyjskich okrętach podwodnych projektu 705 (kod NATO: Alfa) stosowane są reaktory chłodzone ciekłym stopem ołowiu z bizmutem. Jedynym amerykańskim okrętem podwodnym, który przez pewien okres swojej służby używał tego typu reaktora, był USS „Seawolf” (SSN-575) (reaktor chłodzony ciekłym sodem).
Okręt podwodny USS „Seawolf” (SSN-575) był drugim atomowym okrętem podwodnym i jedynym amerykańskim posiadającym reaktor chłodzony ciekłym sodem. Został on wprowadzony do eksploatacji w 1957 roku. Przecieki na przegrzewaczu które pojawiły się w czasie eksploatacji zostały zbocznikowane. Po to, aby dokonać standaryzacji reaktorów w posiadanej flocie, reaktor chłodzony sodem został zamieniony w 1958 roku na reaktor wodny ciśnieniowy S2W, który po raz pierwszy zastosowano na słynnym „Nautillusie” (SSN-571) – pierwszym amerykańskim okręcie wyposażonym w napęd jądrowy.
Doświadczalny reaktor atomowy chłodzony sodem (SRE – Sodium Reactor Experiment) został także wybudowany w Północnoamerykańskim Lotniczym Międzynarodowym Laboratorium w Susana Field położonym w górach Simi Hills, na południowy zachód od Los Angeles. 26 czerwca 1959 reaktor SRE uległ awarii częściowego stopienia rdzenia. Była to pierwsza w historii energetyki atomowej awaria power excursion. Spowodowała ona przegrzanie rdzenia i w rezultacie stopienie jednej trzeciej paliwa jądrowego oraz uwolnienie znaczących ilości radioaktywnych gazów. Trzeba zaznaczyć, że stopienie rdzenia reaktora może zajść przy każdym rodzaju czynnika chłodzącego, więc ten incydent nie rzutuje negatywnie na stosowanie sodu jako chłodziwa.